# Allantoporthe
Allantoporthe — рід грибів родини Diaporthaceae. Назва вперше опублікована 1921 року.

## Види
База даних Species Fungorum станом на 24.10.2019 налічує 1 вид роду Allantoporthe:
- Allantoporthe leucothoes Lar.N.Vassiljeva, 2008